# Bertl Mayer
Bertl Mayer (* 1958 in Wien) ist ein österreichischer Jazzmusiker (Mundharmonika).

## Leben und Wirken
Mayer, dessen Vater als Pianist und Arrangeur tätig war, erhielt als Kind mehrere Jahre privaten Klavierunterricht. Mit 16 Jahren begann er als Autodidakt die Mundharmonika zu erlernen und spielte zunächst im Bereich der Rockmusik. Später beschäftigte er sich mit dem Jazz. Er studierte Musiktheorie und Harmonielehre am Prayner Konservatorium in Wien und absolvierte Workshops bei Michael Mantler und Enrico Rava.
Mayer ist seit 1978 als Mundharmonikaspieler professionell tätig. Zwischen 1988 und 1993 arbeitete er mit Karl Ratzer zusammen. 1993 war er Gründungsmitglied der Alegre Correa Group. Zwischen 1999 und 2008 trat er als Gastsolist mit dem Vienna Art Orchestra auf (All that Strauss).
Seit 2002 ist Mayer Mitglied des Ensembles Zur Eisernen Zeit, mit dem zwei CDs erschienen. 2003 war er auf Brasilientournee; bei einem Konzert bei der Ruhr-Triennale in Duisburg trat er mit Karl Hodina und Trude Mally auf. Mit Hodina und dem Gitarristen Vlado Blum bildete er das Vienna Jazz Trio. Weiterhin kam es zur Zusammenarbeit mit der Camerata Salzburg und Christian Muthspiel und 2005 zu einem Konzert mit Joe Zawinul.
Mayer gehört zum Quartett DreamMakers. Gemeinsam mit Jörg Leichtfried legte er 2012 das Album Rooms vor. Im Duo mit Flip Philipp trat er 2018 im Radiokulturhaus auf, 2020 im Quartett Vocation. Zudem spielte er mit Martin Spitzer (Gitarre), Joschi Schneeberger (Bass) und Anton Mühlhofer (Perkussion) in einem eigenen Quartett. Weiterhin arbeitete er mit Mark Murphy, Paul Urbanek, Wolfgang Puschnig, Jazzorchestra Zagreb, Hallucination Company, Sandra Pires, Rebekka Bakken, Anna Lauvergnac, Federica Ferrari, Peter Erskine und Mario Lima. Er ist auch auf Alben von Arik Brauer, Diknu Schneeberger und Simone Kopmajer zu hören.

## Diskographische Hinweise
- Bertl Mayer & Paul Urbanek: Reverse Composing (Extraplatte 2002)